# 錢寯
錢寯（？年—？年），字仲彩，浙江省桐鄉縣人。北洋大學堂畢業，進士。

## 生平
- 宣統三年（1911年） 北洋大學堂法科法律學門甲班畢業[1]。
- 宣統三年（1911年）八月甲子引見，賞給同進士出身，以知縣分省補用[2][3]。
- 民國元年（1912年）11月5日，律師登錄（84號）[4]。
- 北洋大學齋務提調[5]。